# Maciej Zenkteler
Maciej Andrzej Zenkteler (ur. 1 października 1931 w Poznaniu, zm. 6 sierpnia 2017) – polski biolog, nauczyciel akademicki, profesor nauk przyrodniczych i specjalista w zakresie embriologii roślin i metody kultur in vitro.

## Życiorys
Urodził się 1 października 1931 w Poznaniu w rodzinie Michała Zenktelera i Haliny z domu Glabisz. W 1951 uzyskał maturę w I Liceum Ogólnokształcącym im. Karola Marcinkowskiego w Poznaniu. Tytuł magistra uzyskał na Wydziale Biologii Uniwersytetu im. Adama Mickiewicza w Poznaniu, gdzie po uzyskaniu kolejnych stopni naukowych przez 25 lat kierował Zakładem Botaniki Ogólnej na Wydziale Biologii. Był członkiem Polskiego Towarzystwa Botanicznego, a także członkiem wielu komitetów naukowych Polskiej Akademii Nauk. W dorobku miał 70 publikacji naukowych.
Zmarł 6 sierpnia 2017 w wieku 85 lat. Został pochowany 10 sierpnia na cmentarzu Jeżyckim w Poznaniu (kw. P-rząd 20-grób 19).

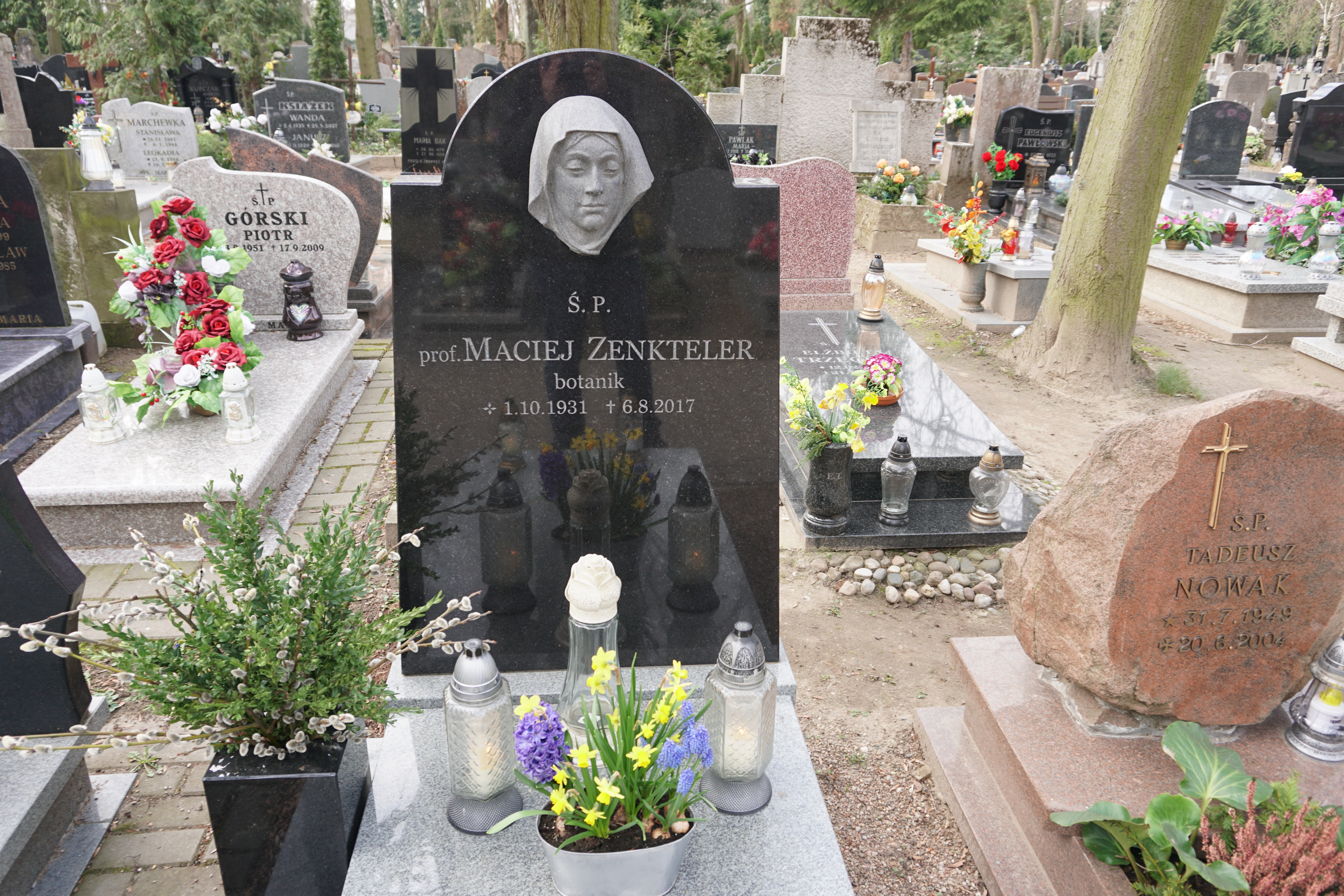
Grób prof. Macieja Zenktelera na cmentarzu Jeżyckim w Poznaniu

## Odznaczenia
- Krzyż Kawalerski Orderu Odrodzenia Polski[3],
- Złoty Krzyż Zasługi[3],
- Medal Komisji Edukacji Narodowej[3]
- Medal im. Władysława Szafera (2007)[4]

## Życie prywatne
Jego żoną była prof. Elżbieta Zenkteler z domu Małek. Mieli dwoje dzieci: Barbarę i Macieja.